# Fase de classificació de la Copa d'Àfrica de Nacions 1980
Fase de classificació de la Copa d'Àfrica de Nacions de futbol de l'any 1980.
- Ghana classificat com a campió anterior.
- Nigèria classificat com a organitzador.

## Ronda preliminar
| Equip 1    | Global       | Equip 2 | Anada | Tornada |
| ---------- | ------------ | ------- | ----- | ------- |
| Madagascar | 3–6          | Malawi  | 2–1   | 1–5     |
| Maurici    | 2–2 (g.c.c.) | Lesotho | 0–1   | 2–1     |
| Benín      | n/d          | Níger   | —     | —       |

| Madagascar | 2–1 | Malawi |
| ---------- | --- | ------ |
| Gol · Gol  |     | Phiri  |

 Antananarivo
| Malawi                                | 5–1 | Madagascar |
| ------------------------------------- | --- | ---------- |
| Phiri · Billie · Chamangwana · Gondwe |     | Gol        |

 Blantyre
Malawi guanyà 6–3 en l'agregat.
| Maurici | 0–1 | Lesotho |
| ------- | --- | ------- |
|         |     |         |

 Port Louis
| Lesotho | 1–2 | Maurici       |
| ------- | --- | ------------- |
|         |     | Jacquotte · ? |

 Maseru
Maurici es classificà pel valor doble dels gols en camp contrari després de 2–2 en l'agregat.
| Benín | n/d | Níger        |
| ----- | --- | ------------ |
|       |     | Abandonament |

Benín es classificà, Níger abandonà.

## Primera ronda
| Equip 1    | Global      | Equip 2       | Anada | Tornada |
| ---------- | ----------- | ------------- | ----- | ------- |
| Mauritània | 3–6         | Marroc        | 2–2   | 1–4     |
| Líbia      | 3–2         | Etiòpia       | 2–1   | 1–1     |
| Guinea     | 3–3 (6–5 p) | Camerun       | 3–0   | 0–3     |
| Malawi     | 0–4         | Zàmbia        | 0–2   | 0–2     |
| Benín      | 2–4         | Costa d'Ivori | 1–0   | 1–4     |
| Togo       | 2–1         | Gàmbia        | 2–0   | 0–1     |
| Congo      | 5–6         | Zaire         | 4–2   | 1–4     |
| Maurici    | 3–6         | Tanzània      | 3–2   | 0–4     |
| Algèria    | n/d         | Burundi       | —     | —       |
| Egipte     | n/d         | Somàlia       | —     | —       |
| Kenya      | n/d         | Tunísia       | —     | —       |
| Sudan      | n/d         | Uganda        | —     | —       |

| Mauritània | 2–2 | Marroc              |
| ---------- | --- | ------------------- |
| Lamine     |     | Anafal · Belhiouane |

 Nouakchott
| Marroc                         | 4–1 | Mauritània |
| ------------------------------ | --- | ---------- |
| Faras · Saber · Acila · Anafal |     | Diop       |

 Casablanca
Marroc guanyà 6–3 en l'agregat.
| Líbia             | 2–1 | Etiòpia |
| ----------------- | --- | ------- |
| Al-Riani · Belhaj |     | Gol     |

 Estadi 11 de Juny, Trípoli
| Etiòpia | 1–1 | Líbia    |
| ------- | --- | -------- |
| Gol     |     | Al-Riani |

 Addis Ababa Stadium, Addis Ababa
Líbia guanyà 3–2 en l'agregat.
| Guinea | 3–0 | Camerun |
| ------ | --- | ------- |
|        |     |         |

 Stade du 28 Septembre, Conakry
| Camerun             | 3–0 | Guinea |
| ------------------- | --- | ------ |
| Milla 14', 31', 41' |     |        |
| Tanda de penals     |     |        |
|                     | 5–6 |        |

 Stade Ahmadou Ahidjo, Yaoundé
Guinea guanyà 6–5 en els penals després de 3–3 en l'agregat.
| Malawi | 0–2 | Zàmbia           |
| ------ | --- | ---------------- |
|        |     | Chitalu · Kaumba |

 Blantyre
| Zàmbia                | 2–0 | Malawi |
| --------------------- | --- | ------ |
| Chitalu · Simbule 22' |     |        |

 Ndola
Zàmbia guanyà 4–0 en l'agregat.
| Benín | 1–0 | Costa d'Ivori |
| ----- | --- | ------------- |
|       |     |               |

 Cotonou
| Costa d'Ivori | 4–1 | Benín |
| ------------- | --- | ----- |
|               |     |       |

 Abidjan
Costa d'Ivori guanyà 4–2 en l'agregat.
| Togo | 2–0 | Gàmbia |
| ---- | --- | ------ |
|      |     |        |

 Lomé
| Gàmbia | 1–0 | Togo |
| ------ | --- | ---- |
|        |     |      |

 Banjul
Togo guanyà 2–1 en l'agregat.
| Congo | 4–2 | Zaire |
| ----- | --- | ----- |
|       |     |       |

 Brazzaville
| Zaire                        | 4–1 | Congo          |
| ---------------------------- | --- | -------------- |
| Ngeleme 44' · Mukendi · Babo |     | Bahamboula 14' |

 Kinshasa
Zaire guanyà 6–5 en l'agregat.
| Maurici                     | 3–2 | Tanzània |
| --------------------------- | --- | -------- |
| Maurel · L'Enflé · Ramrekha |     |          |

 Stade George V, Curepipe
| Tanzània | 4–0 | Maurici |
| -------- | --- | ------- |
|          |     |         |

 Dar es Salaam
Tanzània guanyà 6–3 en l'agregat.
| Algèria | n/d | Burundi      |
| ------- | --- | ------------ |
|         |     | Abandonament |

Algèria es classificà, Burundi abandonà.
| Egipte | n/d | Somàlia      |
| ------ | --- | ------------ |
|        |     | Abandonament |

Egipte es classificà, Somàlia abandonà.
| Kenya | n/d | Tunísia      |
| ----- | --- | ------------ |
|       |     | Abandonament |

Kenya es classificà, Tunísia fou sancionada durant dos anys per les competicions de la CAF. Tunísia abandonà el camp en el partit pel tercer lloc a la Copa d'Àfrica de Nacions 1978.
| Sudan | n/d | Uganda       |
| ----- | --- | ------------ |
|       |     | Abandonament |

Sudan es classificà, Uganda abandonà.

## Segona ronda
| Equip 1  | Global | Equip 2       | Anada | Tornada |
| -------- | ------ | ------------- | ----- | ------- |
| Algèria  | 3–2    | Líbia         | 3–1   | 0–1     |
| Marroc   | 8–2    | Togo          | 7–0   | 1–2     |
| Sudan    | 2–4    | Costa d'Ivori | 2–0   | 0–4     |
| Kenya    | 3–4    | Egipte        | 3–1   | 0–3     |
| Zaire    | 4–5    | Guinea        | 3–2   | 1–3     |
| Tanzània | 2–1    | Zàmbia        | 1–0   | 1–1     |

| Algèria                        | 3–1 | Líbia     |
| ------------------------------ | --- | --------- |
| Belloumi 20' · Douadi 33', 50' |     | Al-Issawi |

 Stade 5 Juillet 1962, Alger
| Líbia | 1–0 | Algèria |
| ----- | --- | ------- |
| Lagha |     |         |

 Estadi 11 de Juny, Trípoli
Algèria guanyà 3–2 en l'agregat.
| Marroc                                                                | 7–0 | Togo |
| --------------------------------------------------------------------- | --- | ---- |
| Faras 9' · Acila 16' · Dolmy 44' · Jebrane 54', 70', 86' · Labied 80' |     |      |

 Stade El Bachir, Mohammedia
| Togo      | 2–1 | Marroc |
| --------- | --- | ------ |
| Gol · Gol |     | Beggar |

 Lomé
Marroc guanyà 8–2 en l'agregat.
| Sudan | 2–0 | Costa d'Ivori |
| ----- | --- | ------------- |
|       |     |               |

 Khartoum
| Costa d'Ivori | 4–0 | Sudan |
| ------------- | --- | ----- |
|               |     |       |

 Abidjan
Costa d'Ivori guanyà 4–2 en l'agregat.
| Kenya    | 3–1 | Egipte     |
| -------- | --- | ---------- |
| Lukoye · |     | Khalil 60' |

 Nairobi City Stadium, Nairobi
| Egipte                               | 3–0 | Kenya |
| ------------------------------------ | --- | ----- |
| Khalil 27' · Mokhtar 45' · Kamel 47' |     |       |

 el Caire
Egipte guanyà 4–3 en l'agregat.
| Zaire                      | 3–2 | Guinea            |
| -------------------------- | --- | ----------------- |
| Ayel 18', 81' · Kiyika 88' |     | Bangoura 42', 64' |

 Stade du 20-Mai, Kinshasa
| Guinea | 3–1 | Zaire |
| ------ | --- | ----- |
|        |     |       |

 Stade du 28 Septembre, Conakry
Guinea guanyà 5–4 en l'agregat.
| Tanzània | 1–0 | Zàmbia |
| -------- | --- | ------ |
|          |     |        |

 Dar es Salaam
| Zàmbia    | 1–1 | Tanzània |
| --------- | --- | -------- |
| Chola 43' |     | Tino 84' |

 Ndola
Tanzània guanyà 2–1 en l'agregat.

## Equips classificats
Els 8 equips classificats foren:
- Algèria
- Egipte
- Ghana (vigent campió)
- Guinea
- Costa d'Ivori
- Marroc
- Nigèria (seu)
- Tanzània